# گل درخت
گل درخت یک روستا در ایران است که در شهرستان نهبندان استان خراسان جنوبی واقع شده‌است. گل درخت ۲۰ نفر جمعیت دارد.

## جمعیت
این روستا در دهستان میغان قرار دارد و براساس سرشماری مرکز آمار ایران در سال ۱۳۸۵، جمعیت آن ۲۰ نفر (۵ خانوار) بوده‌است.